# Своя война
«Своя война. Шторм в пустыне» — российский военный боевик режиссёра, сценариста и исполнителя главной роли Алексея Чадова. Является режиссёрским и сценарным дебютом Чадова. В России фильм вышел в прокат 2 июня 2022 года.

## Сюжет
Иван давно вернулся с войны, но война не утихает, и он продолжает играть в неё, что уже дорого обходится ему в отношениях с женой, и может стоить ему жизни. Иван отправляется в Сирию под видом иностранного военного корреспондента по имени Джон.

## В ролях
- Алексей Чадов — Иван Ермаков
- Виталий Кищенко — Седой
- Кристина Асмус — Алёна, жена Ивана
- Виктор Сухоруков — Иваныч
- Ола Кейру — Стивен, командир морской пехоты США
- Джалил Асретов — Закир
- Невия Тафара — девочка (озвучивает: Виталия Корниенко)
- Никита Кологривый — Сергей «Артист»
- Александр Красовский — Сергей «Витязь»
- Петр Королёв — Макс «Сокол»
- Сергей Борисов — Андрей «Командир»
- Алексей Родионов — Никита, сын Ивана (озвучивает: Фёдор Парамонов)
- Евгения Лезгинцева — подруга Алёны
- Александр Панин — реквизитор
- Станислав Коломоец
- Юлия Кубина
- Абделхалек Фатхи, Айхам Салман — предводители ИГИЛ
- Вильфред Кейру
- Закария Аль-Язиди — Ашур
- Андрей Фомин — пилот Ми-8
- Илья Домбровский, Александр Порываев — спецы

## Производство
Сценарий начали писать в феврале 2019 года после того, как Алексей Чадов посетил мероприятия в Екатеринбурге, посвящённые творчеству Алексея Балабанова и фильму «Война», который почти двадцать лет назад дал старт карьере Чадова. Два месяца длился процесс написания чернового варианта сценария, а основные съёмки начались 29 июля 2020 года. Отдельные части фильма снимались в Крыму, Москве и Сирии.